# Góra Dantego
Góra Dantego (ang. Dante’s Peak) – amerykański film katastroficzny z elementami przygodowymi z 1997 r. w reżyserii Rogera Donaldsona, zdjęcia do filmu zrobił znany polski operator Andrzej Bartkowiak.
Film otrzymał dość negatywne oceny od krytyków. Serwis Rotten Tomatoes przyznał mu wynik 26%.

## Fabuła
Harry Dalton (Pierce Brosnan), charyzmatyczny wulkanolog przebywa w Kolumbii wraz z dziewczyną, Marianne, również badaczką podczas wybuchu wulkanu. W czasie próby ucieczki Marianne ginie, trafiona odłamkiem skały wulkanicznej. Cztery lata później na polecenie przełożonego, Paula Dreyfussa (Charles Hallahan), Harry przybywa do małej miejscowości o nazwie Góra Dantego, położonej w paśmie Gór Kaskadowych. Ma wydać opinię na temat potężnego szczytu wulkanu, górującego nad miasteczkiem, który mimo opinii wygasłego od 7000 lat, daje niepokojące znaki aktywności. Dalton szybko orientuje się, że rzekomo wygasły wulkan w każdej chwili grozi wybuchem. Przybyli na miejsce koledzy Harry’ego wraz ze sprzętem badawczym, po przeprowadzeniu badań, mimo szczerych chęci, nie aprobują jego zdania jakoby wulkan miał być aktywny. Góra niespodziewanie cichnie. Wbrew sobie, naukowiec sam zaczyna myśleć, że może faktycznie niepotrzebnie panikuje.
W międzyczasie innym obiektem jego zainteresowania jest Rachel Wando (Linda Hamilton), piękna burmistrz miasta, samotna matka dwójki dzieci, która jako jedyna nie uważa Harry’ego za szaleńca, mimo iż ma nadzieję, że jego przeczucia się nie sprawdzą. Między dwojgiem samotnych ludzi po przejściach zaczyna rodzić się uczucie.
Wizja katastrofy zaczyna zmieniać się w rzeczywistość. Pojawiają się pierwsze odczuwalne wstrząsy, Rachel zarządza proces ewakuacji, jednak zostaje on zakłócony przez nagły wybuch góry. Mieszkańcy w popłochu rzucają się do ucieczki, zaś dzieci Rachel porywają jej auto, chcąc uratować babcię, Ruth (byłą teściową Rachel), która mieszka u podnóża szczytu. Harry i Rachel ruszają za nimi, lecz tuż za nimi grunt osuwa się na drogę, wpędzając ich prosto w pułapkę. Rozpoczyna się dramatyczna walka o przetrwanie.

## Obsada
- Pierce Brosnan – doktor Harry Dalton
- Linda Hamilton – Rachel Wando
- Charles Hallahan – doktor Paul Dreyfus
- Elizabeth Hoffman – Ruth
- Jamie Renée Smith – Lauren Wando
- Jeremy Foley – Graham Wando
- Grant Heslov – Greg
- Kirk Trutner – Terry
- Arabella Field – Nancy
- Tzi Ma – Stan
- Brian Reddy – Les Worrell
- Lee Garlington – doktor Jane Fox
- Bill Bolender – Sheriff Turner
- Carole Androsky – Carol Androsky
- Peter Jason – Norman Gates
- Jeffrey L. Ward – Jack Collins
- Susie Spear – Karen Narlington
- Christopher Murray – pilot helikoptera